# Ролдугин, Андрей Владимирович
Андрей Владимирович Ролдугин (род. 1977, Воронеж, Воронежская область, РСФСР, СССР) — российский серийный убийца, педофил и насильник, совершивший в период с 15 марта по 17 августа 2002 года на территории Воронежа 3 убийства детей, сопряжённых с изнасилованиями, и 6 изнасилований несовершеннолетних в 1996—1997 и 2001—2002 годах. В 2004 году Андрей Ролдугин был приговорён к пожизненному лишению свободы.

## Биография

### Детство
Андрей Ролдугин родился в 1977 году на территории Воронежа. Во время рождения он был обмотан пуповиной и не дышал, однако благодаря своевременным действиям врачей сумел выжить. Детство Ролдугин провел в социально неблагополучной обстановке. Его отец проявлял агрессию по отношению к нему и его матери, вследствие чего он в раннем детстве начал сильно заикаться. После развода родителей в начале 1980-х годов Андрей Ролдугин переехал вместе с матерью в другой район Воронежа. В этот период он попал в ДТП, в ходе которого получил черепно-мозговую травму, из-за осложнений которой у него впоследствии начались проблемы с психикой. Из-за заикания Ролдугин некоторое время провел в школе-интернате для детей с тяжелыми нарушениями речи, после чего мать перевела его в общеобразовательную школу. Однако Ролдугин из-за последствий черепно-мозговой травмы не обладал общей способностью к обучению и демонстрировал признаки антероградной амнезии, благодаря чему, обучаясь во втором классе, был вынужден остаться на второй год обучения. Из-за неуспеваемости он вскоре был снова переведен обратно в школу-интернат для детей с тяжелыми нарушениями речи, где психологи поставили ему диагноз «бытовая и педагогическая запущенность». В школьные годы Ролдугин характеризовался знакомыми и администрацией школы крайне отрицательно. Они отмечали, что Ролдугин не имел друзей, из-за повышенной импульсивности часто впадал в гнев, провоцировал окружающих на конфликт и проявлял агрессивное поведение к другим детям. После окончания 9 класса Ролдугин нигде не учился и не работал. Большую часть свободного времени после окончания школы он проводил на улице в обществе лиц, ведущих маргинальный образ жизни.

### Первые преступления
В этот период, испытывая материальные трудности, Ролдугин решил зарабатывать на жизнь кражами, однако его криминальная деятельность оказалась крайне неудачной. В 1994 году он был арестован по обвинению в разбойном нападении. Ролдугин был осужден и получил в качестве уголовного наказания 2 года лишения свободы, которое отбывал в Бобровской колонии для несовершеннолетних. Отбыв наказание, Ролдугин вышел на свободу в 1996 году. На протяжении следующего года он продолжил вести маргинальный образ жизни, зарабатывая на жизнь случайными заработками, периодически совершая кражи. В этот период он начал совершать изнасилования. В 1997 году снова был арестован по обвинению в совершении разбойного нападения. На судебном процессе Ролдугин был признан виновным и приговорен к 5 годам лишения свободы. Уголовное наказание он отбывал в Борисоглебской исправительной колонии. 3 сентября 2001 года, получив условно-досрочное освобождение, Ролдугин вышел на свободу, после чего вернулся к матери в Воронеж, где вскоре устроился работать на одной из АЗС и начал встречаться с девушкой. В начале 2002 года между ним и его девушкой произошел разрыв, который Ролдугин переживал крайне болезненно, после чего совершил в городе серию убийств.

### Убийства
При совершении убийств Андрей Ролдугин продемонстрировал выраженный ему образ действия. Несмотря на уголовное прошлое, он обладал харизмой и обаянием, благодаря чему обладал способностью располагать к себе людей, в том числе детей. Андрей Ролдугин без труда знакомился со своими жертвами, а с целью заманить их в безлюдную местность придумывал разные, но всегда безотказные предлоги. Отзывчивых девочек Ролдугин просил помочь ему найти потерянный на улице паспорт, забрать у него в качестве дара щенка или помочь прибрать в квартире к приезду мамы.
15 марта в Северном микрорайоне Воронежа Андрей Ролдугин заманил 15-летнюю Марину Данилянц предложением посмотреть на щенят, когда она направлялась в школу. Девочка захотела взять себе одного. Оказавшись в лесополосе, Ролдугин потребовал от девочки секса, но она ему отказала, после чего он избил, изнасиловал ее и задушил голыми руками. После изнасилования и убийства девочки Ролдугин сбросил труп в колодец ливневой канализации.
Следующее убийство Ролдугин совершил 22 апреля 2002 года. Жертвой стала 14-летняя Александра Санина. После знакомства с жертвой Ролдугин пообещал заплатить ей деньги за уборку в его квартире. Когда девочка согласилась на его предложение, он сел вместе с ней автобус №90 и доехал до конечной остановки, после чего с целью сократить путь предложил пройти через лесистую местность за Северным авторынком Воронежа, где изнасиловал и задушил. Тело изнасилованной и убитой девочки он привязал к дереву с помощью ее же свитера, оставив рядом портфель с ее школьными учебниками и тетрадками.
Последнее убийство Андрей Ролдугин совершил 17 августа 2002 года. Жертвой стала 10-летняя девочка по имени Анна Татохина. После изнасилования и убийства Ролдугин бросил труп убитой со следами изнасилования возле поселка Рыбачьего, где он был обнаружен спустя неделю. Позднее на допросах он так рассказывал о последнем убийстве:
У Ани были две косички, и на вид ей было лет 13. Она была в малиновых шортах, полосатой майке с рисунком из мультфильма, она мне понравилась. Я им соврал, что потерял цепочку и паспорт и мне нужна помощь, обещал, если найдут, дать по 100 рублей. Я спустился с ними к железной дороге за гаражами, младшая девочка с нами не пошла, сказав, что ее будет ругать бабушка… Я, конечно, понимал, что, если изнасилую Аню, мне придется ее убить, иначе меня найдут. Я гнал от себя эти мысли, решил: сначала изнасилую, потом посмотрим… Она сидела на бревне и плакала, говорила, что ее будут искать и теперь мне достанется за то, что я с ней сделал. Я стоял сзади и ударил ее ножом. Сначала в спину, потом в шею. Она упала рядом с муравейником. Я забросал ее ветками.

### Арест, следствие и суд
В ходе расследования последнего убийства сотрудники правоохранительных органов нашли множество свидетелей, которые видели, как 17 августа 2002 года 10-летнюю Анну вместе с ее 8-летней подружкой незнакомый мужчина увел прямо из двора дома рядом с железнодорожным вокзалом. Перед этим этот же человек пытался увести несколько девочек из того же двора, обещая им купить торт и мороженое. В ходе опроса свидетелей следователи узнали, что подозреваемый в ходе беседы с детьми и подростками с целью завоевать их доверие называл им имена известных в округе местных хулиганов и мелких преступников, отбывавших на тот момент уголовное наказание в тюрьме. На основании показаний свидетелей был составлен фоторобот Ролдугина, которому он очень хорошо соответствовал. В ходе опроса тех уголовников, чьи имена упоминал подозреваемый, они безошибочно опознали Ролдугина по фотороботу и описали его как человека, демонстрирующего патологически повышенное влечение к девушкам. После совершения последнего убийства Ролдугин пытался уехать из Воронежа в Тамбов, но не успел этого сделать. Он был задержан в начале сентябре 2002 года на железнодорожном вокзале, после чего был подвергнут допросу.
Во время первых же допросов Ролдугин полностью признал свою вину. В ходе дальнейших допросов Ролдугин дал признательные показания в совершении еще 6 изнасилований несовершеннолетних девочек, которых он оставил в живых. Его жертвами стали девочки в возрасте от 10 до 17 лет, которых он изнасиловал в 1996—1997 и 2001—2002 годах. По разным причинам никто из пострадавших школьниц в свое время не обращался в милицию. Впоследствии Ролдугин отказался от своих слов и пытался запутать следствие, придумывая несуществующих сообщников и сознаваясь в преступлениях, которые в действительности не совершал. Причину по которой Ролдугин ряд своих жертв оставил в живых, а ряд убил - он назвать отказался.
Комментарий Сергея Глазьева, начальника следственного отдела прокуратуры Воронежской области:
Совершая преступления на сексуальной почве, Ролдугин в ряде случаев оставлял свои жертвы в живых. И даже в ходе судебного следствия вопрос ему тоже задавали а чем ваше поведение обусловлено: почему вы пошли на убийство 3-х девочек, а в остальных случаях. Собственно говоря, он не дал ответа.
Из материалов уголовного дела:
26 июня 2002 года около 12:00 во дворе дома по улице Студенческой Ролдугин встретился с двумя девочками 15 и 16 лет. С одной их познакомил накануне его приятель. <…> Они договорились отправиться в „магический клуб“ за „магическими свечами“, девушка взяла с собой подругу. Доехали до конечной — „Авторынок Северный“ — и отправились в лес. В безлюдном месте Ролдугин предложил девочкам разделиться, поскольку „по магическому обряду, в этот лес можно заходить только порознь“. Заведя одну из девочек вглубь леса, стал ее душить и требовать раздеться. Забрал ее одежду и отправился за второй девочкой. Когда он насиловал Н., М. сидела рядом спиной к ним. Обе плакали. Когда они возвращались назад, Ролдугин пригрозил, что если они кому-нибудь расскажут о случившемся, он их убьет.
В начале 2003 года Ролдугин начал симулировать сумасшествие. По ходатайству его адвокатов он был этапирован в «Государственный национальный центр социальной и судебной психиатрии имени Сербского», где на протяжении последующих двух месяцев с ним работали специалисты. На основании результатов ряда психиатрических экспертиз Андрей Ролдугин был признан вменяемым. В начале мая 2003 года материалы уголовного дела были переданы в суд. Ролдугину были инкриминированы 23 преступных эпизода и предъявлено обвинение по четырем статьям УК РФ: «Убийство», «Насильственные действия сексуального характера», «Разбой» и «Похищение человека». Судебный процесс открылся 2 июня 2003 года и продлился несколько месяцев. Воронежский областной суд собранную следствием доказательственную базу признал исчерпывающей, вследствие чего признал Андрея Ролдугина  виновным в совершении 3 убийств и 6 изнасилований, после чего 8 января 2004 года приговорил его к пожизненному лишению свободы.
В качестве последнего слова Ролдугин произнес следующее:
Что тут скажешь, ну извините.
После осуждения Андрей Ролдугин был этапирован для отбытия уголовного наказания в «Исправительную колонию № 2 с особыми условиями хозяйственной деятельности Главного управления Федеральной службы исполнения наказаний по Пермскому краю», более известную как «Белый лебедь». По состоянию на 2025 год был жив.

## В массовой культуре
- Документальный фильм «Магия смерти» из цикла «Цена любви» (2004)
- Упоминается в книге Евгения Шкрыкина «Банды Воронежа» (2016)[15]